# Fußball-Bezirksliga Karl-Marx-Stadt 1958
Die Fußball-Bezirksliga Karl-Marx-Stadt 1958 war die siebte Austragung der vom Bezirksfachausschuss (BFA) Fußball Karl-Marx-Stadt durchgeführten Bezirksliga Karl-Marx-Stadt. Sie war die höchste Spielklasse im Bezirk Karl-Marx-Stadt und die vierthöchste im Ligasystem auf dem Gebiet des DFV.
Die BSG Wismut Rodewisch sicherte sich mit zwei Punkten Vorsprung auf die punktgleichen Mannschaften BSG Motor Werdau und BSG Motor Zschopau den Bezirksmeistertitel und stieg in die übergeordnete II. DDR-Liga auf.
In eine der untergeordneten Bezirksklassestaffeln stiegen nach siebenjähriger Zugehörigkeit die BSG Einheit Mittweida, nach vier bzw. zwei Spielzeiten die BSG Wismut Auerbach und die BSG Wismut Wilkau-Haßlau, sowie Vorjahresaufsteiger BSG Aktivist „Grube Deutschland“ Oelsnitz ab. Im Gegenzug stiegen zur Folgesaison aus der Bezirksliga-Aufstiegsrunde die beiden Erstplatzierten der zwei Staffeln in die Bezirksliga auf. Dies waren die Bezirksliganeulinge BSG Fortschritt Limbach-Oberfrohna und BSG Fortschritt Crimmitschau aus der Staffel 1, sowie die HSG Wissenschaft Freiberg und die BSG Wismut Stollberg aus der Staffel 2. Die Zweitvertretung vom SC Motor Karl-Marx-Stadt kam aus der II. DDR-Liga hinzu.

## Abschlusstabelle
| Pl. | Mannschaft                                    | Sp. | S  | U  | N  | Tore    | Diff. | Punkte |
| --- | --------------------------------------------- | --- | -- | -- | -- | ------- | ----- | ------ |
| 1.  | BSG Wismut Rodewisch                          | 26  | 16 | 3  | 7  | 059:360 | +23   | 35:17  |
| 2.  | BSG Motor Werdau (N)                          | 26  | 12 | 9  | 5  | 051:280 | +23   | 33:19  |
| 3.  | BSG Motor Zschopau                            | 26  | 12 | 9  | 5  | 039:350 | +4    | 33:19  |
| 4.  | BSG Motor Germania Karl-Marx-Stadt            | 26  | 14 | 3  | 9  | 048:330 | +15   | 31:21  |
| 5.  | BSG Aufbau Aue-Bernsbach (N)                  | 26  | 11 | 7  | 8  | 065:530 | +12   | 29:23  |
| 6.  | BSG Stahl Olbernhau                           | 26  | 13 | 2  | 11 | 057:600 | −3    | 28:24  |
| 7.  | BSG Motor 8. Mai Karl-Marx-Stadt              | 26  | 9  | 8  | 9  | 050:470 | +3    | 26:26  |
| 8.  | BSG Fortschritt Oelsnitz (N)                  | 26  | 9  | 6  | 11 | 046:490 | −3    | 24:28  |
| 9.  | BSG Motor Limbach-Oberfrohna (N)              | 26  | 8  | 8  | 10 | 032:370 | −5    | 24:28  |
| 10. | BSG Fortschritt Zschopau (N)                  | 26  | 7  | 10 | 9  | 044:500 | −6    | 24:28  |
| 11. | BSG Einheit Mittweida                         | 26  | 8  | 6  | 12 | 037:510 | −14   | 22:30  |
| 12. | BSG Wismut Auerbach                           | 26  | 10 | 1  | 15 | 051:600 | −9    | 21:31  |
| 13. | BSG Aktivist „Grube Deutschland“ Oelsnitz (N) | 26  | 8  | 3  | 15 | 041:560 | −15   | 19:33  |
| 14. | BSG Wismut Wilkau-Haßlau                      | 26  | 5  | 5  | 16 | 031:560 | −25   | 15:37  |

| (N) Aufsteiger aus der Bezirksklasse 1957 |

## Kreuztabelle
Die Kreuztabelle stellt die Ergebnisse aller Spiele dieser Saison dar. Die Heimmannschaft ist in der linken Spalte aufgelistet und die Gastmannschaft in der obersten Reihe.
| Bezirksliga Karl-Marx-Stadt 23. Februar 1958 – 2. November 1958 | Bezirksliga Karl-Marx-Stadt 23. Februar 1958 – 2. November 1958 | RDW | WDA | BSG Motor Zschopau | BSG Motor Germania Karl-Marx-Stadt | BSG Aufbau Aue-Bernsbach | BSG Stahl Olbernhau | KMS | OVL | L-O | ZP  | BSG Einheit Mittweida | AE  | BSG Aktivist „Grube Deutschland“ Oelsnitz | W-H |
| --------------------------------------------------------------- | --------------------------------------------------------------- | --- | --- | ------------------ | ---------------------------------- | ------------------------ | ------------------- | --- | --- | --- | --- | --------------------- | --- | ----------------------------------------- | --- |
| 01.                                                             | BSG Wismut Rodewisch                                            |     | 3:2 | 1:3                | 1:0                                | 2:1                      | 6:3                 | 1:0 | 2:3 | 1:1 | 2:0 | 4:2                   | 3:2 | 7:0                                       | 4:0 |
| 02.                                                             | BSG Motor Werdau                                                | 2:3 |     | 0:0                | 1:0                                | 4:1                      | 5:1                 | 4:2 | 4:1 | 1:1 | 1:1 | 4:0                   | 8:1 | 2:1                                       | 1:0 |
| 03.                                                             | BSG Motor Zschopau                                              | 1:0 | 0:1 |                    | 2:1                                | 4:2                      | 1:0                 | 1:1 | 0:4 | 0:0 | 3:2 | 2:3                   | 3:1 | 2:2                                       | 1:1 |
| 04.                                                             | BSG Motor Germania Karl-Marx-Stadt                              | 0:2 | 1:1 | 1:2                |                                    | 1:4                      | 5:2                 | 4:0 | 1:0 | 1:0 | 1:1 | 1:0                   | 3:0 | 2:1                                       | 6:2 |
| 05.                                                             | BSG Aufbau Aue-Bernsbach                                        | 3:2 | 1:1 | 2:2                | 3:1                                |                          | 1:3                 | 2:3 | 7:1 | 4:2 | 1:1 | 5:0                   | 4:1 | 3:1                                       | 6:3 |
| 06.                                                             | BSG Stahl Olbernhau                                             | 3:2 | 1:1 | 1:2                | 2:2                                | 2:1                      |                     | 6:1 | 3:1 | 4:1 | 3:1 | 3:2                   | 3:2 | 1:0                                       | 3:2 |
| 07.                                                             | BSG Motor 8. Mai Karl-Marx-Stadt                                | 4:0 | 0:0 | 0:0                | 1:0                                | 9:1                      | 6:3                 |     | 1:1 | 1:1 | 0:1 | 2:0                   | 1:3 | 4:1                                       | 2:2 |
| 08.                                                             | BSG Fortschritt Oelsnitz                                        | 2:4 | 1:2 | 4:0                | 2:4                                | 2:3                      | 3:1                 | 1:3 |     | 0:1 | 1:1 | 0:0                   | 3:0 | 3:1                                       | 2:0 |
| 09.                                                             | BSG Motor Limbach-Oberfrohna                                    | 1:0 | 1:1 | 3:3                | 0:1                                | 0:0                      | 4:2                 | 2:1 | 0:3 |     | 2:0 | 3:0                   | 3:0 | 1:3                                       | 3:0 |
| 10.                                                             | BSG Fortschritt Zschopau                                        | 0:1 | 0:2 | 1:1                | 1:3                                | 2:2                      | 3:2                 | 2:2 | 3:4 | 1:1 |     | 4:2                   | 3:2 | 4:3                                       | 1:1 |
| 11.                                                             | BSG Einheit Mittweida                                           | 0:4 | 0:0 | 1:2                | 2:3                                | 1:1                      | 2:0                 | 1:1 | 1:1 | 2:0 | 5:5 |                       | 3:1 | 4:1                                       | 1:0 |
| 12.                                                             | BSG Wismut Auerbach                                             | 1:2 | 2:0 | 4:0                | 2:1                                | 1:4                      | 6:1                 | 2:4 | 3:2 | 4:0 | 3:4 | 1:2                   |     | 3:1                                       | 3:1 |
| 13.                                                             | BSG Aktivist „Grube Deutschland“ Oelsnitz                       | 0:0 | 3:1 | 4:2                | 0:3                                | 2:1                      | 0:1                 | 3:0 | 3:5 | 1:0 | 2:1 | 2:3                   | 1:1 |                                           | 5:1 |
| 14.                                                             | BSG Wismut Wilkau-Haßlau                                        | 2:2 | 3:2 | 0:3                | 1:2                                | 2:2                      | 0:3                 | 5:1 | 1:1 | 3:1 | 0:1 | 1:0                   | 0:2 | 1:0                                       |     |

## Bezirksmeister
| 1.                            | BSG Wismut Rodewisch |
| Logo der BSG Wismut Rodewisch | Stöhr Dutzky, Gündel, Häker Hendel, Dedores H. Dietrich, Albrecht Müller, Schicker I, Schicker II, Hafner Trainer: Gottfried Forner |
| Logo der BSG Wismut Rodewisch | außerdem: Ebert, Männel, Wendel |

## Bezirksliga-Aufstiegsrunde
Die sechs Staffelsieger der Bezirksklasse ermittelten in der Aufstiegsrunde in zwei Staffeln die vier Teilnehmer für die Bezirksligasaison 1959.

### Staffel 1

#### Abschlusstabelle
| Pl. | Mannschaft                                     | Sp. | S | U | N | Tore    | Diff. | Punkte |
| --- | ---------------------------------------------- | --- | - | - | - | ------- | ----- | ------ |
| 1.  | BSG Fortschritt Limbach-Oberfrohna (Staffel 4) | 4   | 2 | 2 | 0 | 009:400 | +5    | 06:20  |
| 2.  | BSG Fortschritt Crimmitschau (Staffel 2)       | 4   | 1 | 2 | 1 | 005:600 | −1    | 04:40  |
| 3.  | BSG Wismut Schneeberg (Staffel 6)              | 4   | 0 | 2 | 2 | 004:800 | −4    | 02:60  |

#### Kreuztabelle
Die Kreuztabelle stellt die Ergebnisse aller Spiele dieser Aufstiegsrunde dar. Die Heimmannschaft ist in der linken Spalte aufgelistet und die Gastmannschaft in der obersten Reihe.
| Bezirksliga-Aufstiegsrunde Staffel 1 26. Oktober 1958 – 7. Dezember 1958 | Bezirksliga-Aufstiegsrunde Staffel 1 26. Oktober 1958 – 7. Dezember 1958 | Limbach-Oberfrohna | Crimmitschau | Schneeberg |
| ------------------------------------------------------------------------ | ------------------------------------------------------------------------ | ------------------ | ------------ | ---------- |
| 1.                                                                       | BSG Fortschritt Limbach-Oberfrohna                                       |                    | 3:1          | 4:1        |
| 2.                                                                       | BSG Fortschritt Crimmitschau                                             | 1:1                |              | 1:1        |
| 3.                                                                       | BSG Wismut Schneeberg                                                    | 1:1                | 1:2          |            |

### Staffel 2

#### Abschlusstabelle
| Pl. | Mannschaft                              | Sp. | S | U | N | Tore    | Diff. | Punkte |
| --- | --------------------------------------- | --- | - | - | - | ------- | ----- | ------ |
| 1.  | HSG Wissenschaft Freiberg (Staffel 5)   | 4   | 3 | 0 | 1 | 008:600 | +2    | 06:20  |
| 2.  | BSG Wismut Stollberg (Staffel 3)        | 4   | 2 | 0 | 2 | 004:600 | −2    | 04:40  |
| 3.  | BSG Fortschritt Falkenstein (Staffel 1) | 4   | 1 | 0 | 3 | 007:700 | ±0    | 02:60  |

#### Kreuztabelle
Die Kreuztabelle stellt die Ergebnisse aller Spiele dieser Aufstiegsrunde dar. Die Heimmannschaft ist in der linken Spalte aufgelistet und die Gastmannschaft in der obersten Reihe.
| Bezirksliga-Aufstiegsrunde Staffel 2 26. Oktober 1958 – 7. Dezember 1958 | Bezirksliga-Aufstiegsrunde Staffel 2 26. Oktober 1958 – 7. Dezember 1958 | Freiberg | Stollberg | Falkenstein |
| ------------------------------------------------------------------------ | ------------------------------------------------------------------------ | -------- | --------- | ----------- |
| 1.                                                                       | HSG Wissenschaft Freiberg                                                |          | 3:1       | 2:1         |
| 2.                                                                       | BSG Wismut Stollberg                                                     | 3:0      |           | 1:0         |
| 3.                                                                       | BSG Fortschritt Falkenstein                                              | 2:4      | 4:0       |             |